# Nguyễn Cư Trinh (phường)
Nguyễn Cư Trinh là một phường cũ thuộc Thành phố Hồ Chí Minh.

## Địa lý
Phường Nguyễn Cư Trinh nằm ở phía tây nam Quận 1 cũ, có vị trí địa lý:
- Phía đông giáp các phường Phạm Ngũ Lão và Cô Giang
- Phía tây giáp phường 2, phường 3 và phường 4, quận 5
- Phía nam giáp phường Cầu Kho
- Phía bắc giáp phường 2 và phường 5, quận 3 và phường Phạm Ngũ Lão.

Phường có diện tích 0,77 km², dân số năm 2021 là 20.878 người,  mật độ dân số đạt 27.114 người/km².

## Lịch sử
Trước năm 1975, Nguyễn Cư Trinh là một phường thuộc quận 2 (quận Nhì), thành phố Sài Gòn.
Năm 1976, quận 2 được sáp nhập vào quận 1, phường Nguyễn Cư Trinh giải thể và chia thành 2 phường là Phường 14 và Phường 15 thuộc Quận 1.
Ngày 28 tháng 12 năm 1988, Hội đồng Bộ trưởng ban hành Quyết định 184-HĐBT. Theo đó, sáp nhập toàn bộ diện tích và dân số của Phường 14 và Phường 15 để tái lập phường Nguyễn Cư Trinh.
Ngày 1 tháng 7 năm 2025, phường Nguyễn Cư Trinh chính thức được sáp nhập với phường Cầu Ông Lãnh.